# Замятин, Николай Митрофанович
Никола́й Митрофа́нович Замя́тин (18 мая 1900 года, Липецк — 12 июля 1965 года, Гродно) — советский учёный в области животноводства и свиноводства.
Член-корреспондент Академии наук БССР (1947), доктор сельскохозяйственных наук (1937), профессор (1935).

## Биография
В 1923 году окончил Петроградский ветеринарно-зоотехнический институт. В 1924—1935 гг. работал на животноводческих опытных станциях в различных районах СССР. В 1935—1946 гг. был заведующим кафедрой Иркутского, Белоцерковского, Смоленского, Чувашского сельскохозяйственных институтов и заведующим кафедрой и заместителем директора Новосибирского сельскохозяйственного института. В 1946 году возглавил отдел Института социалистического сельского хозяйства АН БССР. С 1949 года заведовал кафедрой Белорусской сельскохозяйственной академии. С 1959 года был заведующим кафедры Гродненского сельскохозяйственного института.

## Научная деятельность
Занимался изучением конституции сельскохозяйственных животных, подбором их по принципу стимулирования потомства, возрастным и половым подбором животных.
В 1932 году предложил деление конституционных типов животных на два исходных типа — леспромный (узкотелый) и эйрисомный (широкотелый). Это деление вошло в советскую зоотехническую литературу и практику.
Под руководством Замятина выведена белорусская чёрно-пёстрая породная группа свиней.
Автор около 60 научных работ, в том числе трёх монографий.

## Награды
- Орден Трудового Красного Знамени (1953)
- Орден «Знак Почёта» (1949)
- Медали

### Труды Замятина

#### Монографии
- О подборе свиней. — М., 1942.
- Принципы мичуринского учения в разведении животных. — Минск: Изд-во Акад. наук БССР, 1949.
- Альбом фотографий белорусских черно-пестрых свиней. — Горки, 1955.

#### Важнейшие статьи
- Развитие двух основных конституционных типов животных // Тр. Новосибир. с.-х. ин-та. — 1946. — Вып.7.

### О Замятине
- [Некролог] // Весцi АН БССР. Серыя сельскагаспадарчых навук. — 1965. — № 4.
- Николай Митрофанович Замятин // Животноводство. — 1966. — № 11.
- Немыкин В. В. К 100-летию со дня рождения члена-корреспондента АН БССР Николая Митрофановича Замятина // Весцi Акадэмii аграрных навук Рэспублікi Беларусь. — 2000. — № 3. — С. 99-100.
- Замятин Николай Митрофанович // Республика Беларусь: Энциклопедия: В 6 т. Т. 3 / Редкол.: Г. П. Пашков и др. — Минск: БелЭн, 2006. — С. 602—603. — ISBN 985-11-0382-9
- Замятин Николай Митрофанович. В кн.: Лившиц, В.М., Цыганов, А.Р., Саскевич, П.А. Гордость и слава Белорусской государственной сельскохозяйственной академии.Профессора и выпускники: академики и члены-корреспонденты - Горки: 2017. - С.40-42. ISBN 978-985-467-707-1